# Ріхард Раппорт
Ріхард Раппорт (угор. Rapport Richárd; нар. 25 березня 1996, Сомбатгей) — угорський шахіст, гросмейстер від 2010 року (13 років, 11 місяців, 6 днів). Чемпіон Угорщини з шахів 2016, станом на травень 2022 п'яте місце у рейтингу ФІДЕ.
Його рейтинг станом на березень 2020 року — 2760 (13-й у світі, 1-й серед шахістів Угорщини).

## Шахова кар'єра
З правилами гри в шахи познайомився в 4 роки. Перших успіхів досягнув у 2006 році, вигравши бронзову медаль чемпіонату Угорщини серед юнаків до 10 років, а також титул чемпіона Європейського Союзу у цій самій віковій категорії. 2007 року. завоював титул чемпіона країни зі швидких шахів серед юніорів і вперше в житті переміг гросмейстера. Сталося це під час турніру Ашах Open, а переможеним був Ральф Лау. Подальші успіхи — це чемпіонат Угорщини серед юніорів до 12 років (2008), 1-ше місце на турнірі First Saturday у Будапешті (2008, турнір IM July), 2-ге місце на турнірі Genset Cup в Сомбатгеї (2009, позаду Іштвана Шипоша), титул командного чемпіона Угорщини (2009), а також присвоєння звання міжнародного майстра (2009).
Гросмейстерські норми виконав у таких містах: Будапешт (турніри First Saturday GM Aug 2009 — поділив 2-ге місце за Ярославом Жеребухом, разом з Михайлом Олексієнком і First Saturday GM Feb 2010 — 1-ше місце), а також у Сентготхарді (2010, поділив 2-ге місце за Олександром Бєлявським, разом з Лайошем Портішом). Завдяки успіху в цьому турнірі, у 13 років, 11 місяців і 15 днів, став наймолодшим в історії угорських шахів гросмейстером (цей результат давав йому тоді 5-те місце в списку наймолодших гросмейстерів усіх часів, позаду Сергія Карякіна, Парімар'яна Негі, Магнуса Карлсена і Бу Сянчжі). Також 2010 року поділив 2-ге місце (позаду Домініка Ореха, разом з Павелом Шимачеком) на круговому турнірі в Маріанських Лазнях. У 2012 році виграв у Афінах титул віце-чемпіона світу серед юніорів до 20 років. 2013 року поділив 1-ше місце (разом з Аркадієм Найдічем) на турнірі Tata Steel–B у Вейк-ан-Зеє, переміг у турнірі Neckar-Open в Дайцизау, поділив 1-ше місце (разом з Найджелом Шортом і Нільсом Гранделіусом на турнірі Sigeman & Co в Мальме і здобув у Варшаві титул індивідуального чемпіона Європи зі швидких шахів.  2014 року поділив 1-ше місце у Парачіні (разом з Акшатом Чандрою), а також у Ризі (разом з Грантом Мелкумяном).
Неодноразово представляв Угорщину на командних змаганнях, зокрема:
- на шаховій олімпіаді (2014); медаліст у командному заліку: срібний[7],
- на командному чемпіонаті Європи серед юніорів до 18 років (2010); медаліст у командному заліку: бронзовий[8].

Найвищий рейтинг Ело в кар'єрі мав станом на 1 липня 2016 року, досягнувши позначки 2752 очок посідав тоді 17 місце в світовому списку ФІДЕ, а також 1 місце серед угорських шахістів і в світовому списку юніорів.
Ріхард Раппорт має власного менеджера, серед його тренерів, зокрема, гросмейстери Петер Лукач, Золтан Ріблі, Роберт Рук, Йожеф Пінтер, а також Олександр Бєлявський і Адріян Михальчишин.

### 2017
У лютому 2017 року з результатом 4½ з 9 очок (+2-2=5) Раппорт розділив 9-12 місця на першому етапі серії Гран-Прі ФІДЕ 2017 року, що проходив в м. Шарджа.
У липні 2017 року розділив з Хоу Іфань передостанні 16-17 місця на третьому етапі серії Гран-Прі ФІДЕ 2017 року, що проходив у Женеві. Його результат 2½ очки з 9 можливих (+1-5=3).
У листопаді 2017 року, набравши 5 очок з 9 можливих (+2-1=6), розділив 3-9 місця на четвертому етапі серії Гран-Прі ФІДЕ 2017 року, що проходив у Пальма-де-Майорці. У загальному заліку серії Гран-прі ФІДЕ 2017 року Раппорт, набравши 98,9 очок посів лише 14-те місце.

### 2018
У березні 2018 році з результатом 6½ з 9 очок (+5-1=3) розділив 4-20 місця (7 місце за додатковим показником) на турнірі «Reykjavik Open Robert Fischer Memorial».

### 2019
У січні 2019 року, набравши 6½ очок з 13 (+2-2=9), Раппорт розділив 7-9 місця у турнірі «Tata Steel Chess», що проходив у Вейк-ан-Зеє.

### 2022
Друге місце у Гран-прі ФІДЕ 2022[en] кваліфікувало Раппорта у Турнір претендентів 2022. 
У травні 2022 заявив про намір змінити федерацію і представляти Румунію.

## Зміни рейтингу
| На цьому місці має відображатися графік чи діаграма, однак з технічних причин його відображення наразі вимкнено. Будь ласка, не видаляйте код, який викликає це повідомлення. Розробники вже працюють для того, щоби відновити штатне функціонування цього графіка або діаграми. | |
| | На цьому місці має відображатися графік чи діаграма, однак з технічних причин його відображення наразі вимкнено. Будь ласка, не видаляйте код, який викликає це повідомлення. Розробники вже працюють для того, щоби відновити штатне функціонування цього графіка або діаграми. |